# Médenine
Médenine o Medenine o Mednine (àrab: مدنين, Madanĩn) és una ciutat de Tunísia, capital de la governació homònima, situada al sud del país, a uns 20 km del golf de Boughrara, el golf que queda tancat per l'illa de Gerba. Tenia una població de 61.705 habitants segons el cens del 2004. És capçalera de les delegacions de Médenine Nord i Médenine Sud.

## Economia
La seva activitat econòmica principal és l'agricultura. El turisme hi està encara poc desenvolupat, a la ciutat, tot i ser important en el conjunt de la governació. A Médenine Sud hi ha una zona industrial i una altra a Médenine Nord.

## Història
Fou una important ciutat comercial amb un ksar compartit per diverses tribus amazigues nòmades de la regió.
El març de 1943 fou escenari d'una batalla entre els alemanys i els aliats, quan Erwin Rommel va contraatacar, en l'anomenada operació Capri, contra el vuitè exèrcit britànic. La batalla de Médenine fou el darrer gran combat de Rommel abans de ser substituït per Hans-Jürgen von Arnim com a cap de l'Afrika Korps.

## Administració
És el centre de la municipalitat o baladiyya homònima, amb codi geogràfic 52 11 (ISO 3166-2:TN-12), dividida en duess circumscripcions o dàïres:
- Mednine Nord (52 11 11)
- Mednine Sud (52 11 12)

Al mateix temps, està repartida entre dues delegacions o mutamadiyyes, Mednine Nord (52 51) i Mednine Sud (52 52), al seu torn dividides en vuit i deu sectors o imades respectivament.

## Agermanaments
Està agermanada amb Montpeller, a l'Erau, França.

## Fills il·lustres
- Ali Laarayedh, polític.